# Sebes László
Sebes László (Szeghalom, 1905. május 9. – Dachaui koncentrációs tábor, 1945 májusa) műszerész, pártmunkás.

## Élete
Apja Sebes (Spät) Bernát Béla szarvasi születésű tanító, anyja Diamant Berta, vallása izraelita. Egyik testvéréhez, Sebes Istvánhoz hasonlóan ő is 1926-ban lett a KIMSZ tagja, majd a következő évben belépett az MSZMP-be is. 1928-ban letartóztatták, s két év fegyházbüntetésre ítélték. 1930-ban szabadult, ám nem sokáig élvezhette a szabadság örömeit, ismét letartóztatták. Ekkor másfél évet kapott. Szabadulása után 1931-ben a Szovjetunióba ment, s a Lenin Iskola tanulója lett. Ide később (1933-ban) István testvére is követte. 1933-ban illegálisan visszatért Magyarországra, s a következő évben ismét letartóztatták; három év börtönre ítélték. Miután kiszabadult, a párt utasításának eleget téve Franciaországba, majd Németországba ment pártmunkára. 1941-ben visszatért Magyarországra, s üzemi munkásként dolgozott. 1944 márciusában deportálták Dachauba, s a tábor felszabadítása előtt egy hónappal meggyilkolták.

## Családja
Testvérei: Sebes György, Sebes Pál, Sebes Imre, Sebes Sándor és Sebes István.